# Мишій Дол
Мишій Дол (словен. Mišji Dol) — поселення в общині Шмартно-при-Літії, Осреднєсловенський регіон, Словенія. 
Висота над рівнем моря: 351,1 м.